# Chrysobothris samai
Chrysobothris samai es una especie de escarabajo del género Chrysobothris, familia Buprestidae. Fue descrita científicamente por Curletti & Magnani en 1988.